# Jackproppen 1

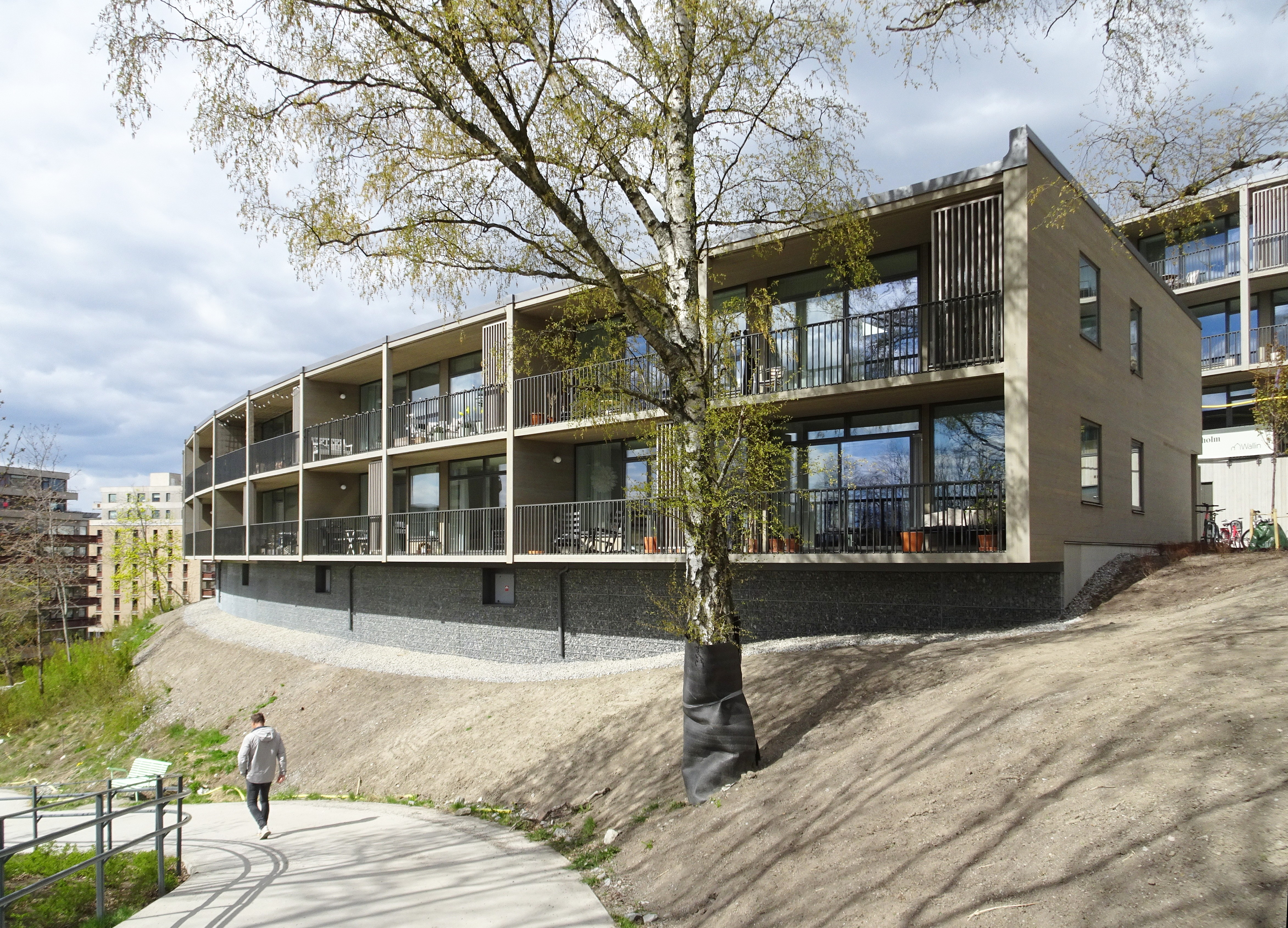
Bergsvåg i maj 2021.

Jackproppen 1 (även kallad Bergsvåg) består av två bostadshuslängor vid Älvkarleövägen i stadsdelen Hjorthagen, Norra Djurgårdsstaden i Stockholm. Bebyggelsen färdigställdes år 2020 och nominerades till Årets Stockholmsbyggnad 2021. 

## Byggnadsbeskrivning

### Bakgrund

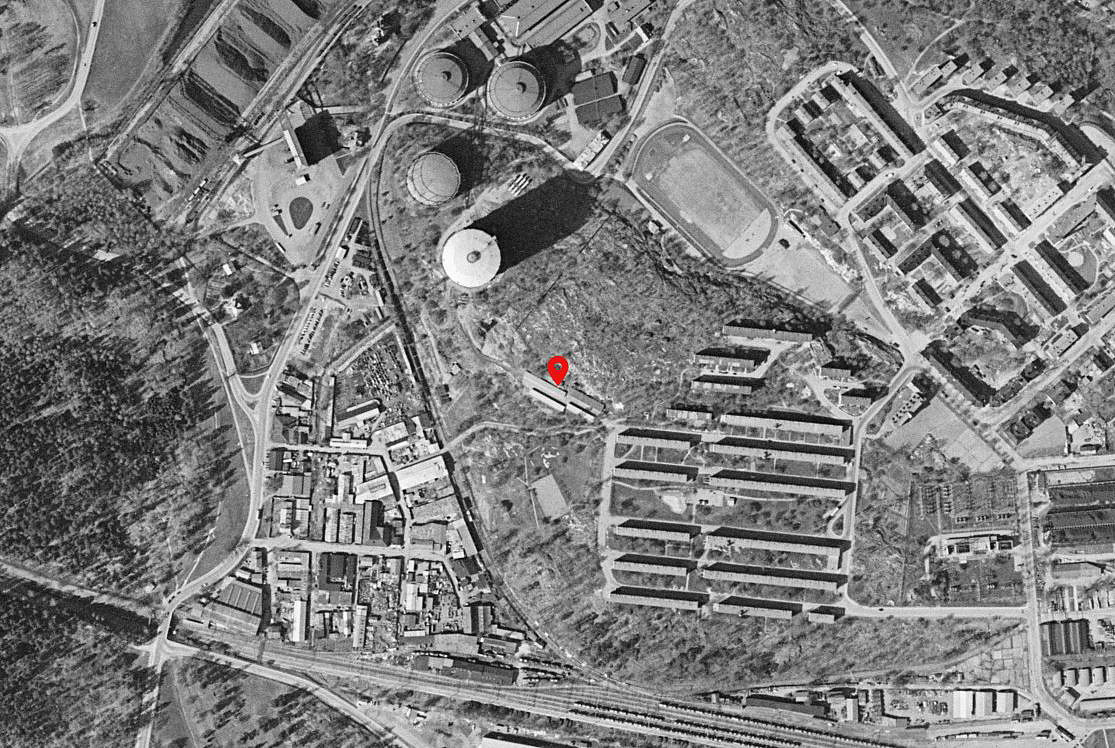
Området på 1960-talet med Abessiniens smalhuslängor. Taggen pekar på platsen där bostadshuset "Bergsvåg" uppfördes.

På ett tidigare skogsområde med fyra slitna garagelängor strax sydost om Värtagasverkets gamla Gasklocka 3 avsattes i detaljplanen (fastställd i februari 2017) ett område för bostadsändamål och förskola. Planen syftade till att möjliggöra uppförandet av en förskola, bostadsbebyggelse med cirka 40 lägenheter och en parkleksbyggnad genom en varsam integrering i Hjorthagparkens naturlandskap. Hänsyn togs också till det kulturhistoriskt värdefulla bostadsområde Abessinien med sina smalhus från 1930-talet. 
Planförslaget omfattade två mjukt svängda lamellhus, en förskola med fyra avdelningar i markplan och ett garage under den södra huskroppen. Kvartersnamnet Jackproppen är av äldre datum och ansluter till intilliggande kvartersnamn som Ringledningen, Kopplingsdosan, Transformatorn och Ackumulatorn. De gamla garagelängorna som intog tomtens centrala del där de båda bostadshusen skulle uppföras revs 2017. Den södra längan placerades alldeles intill en bergsbrant och den norra sprängdes delvis in i branten.

### Utförande
Markanvisningen gick till Erik Wallin AB, arkitektkontoret Kjellander Sjöberg (genom Ola Kjellander) stod för utformningen, LAND Arkitektur för landskapsgestaltningen och Byggnadsfirman Erik Wallin byggde. Byggnadernas svängda planform styrdes av terrängens beskaffenhet. De 42 bostadsenheterna är byggda av trä och trä användes även på fasaderna och i husens interiörer. Fasaderna är laserade i gråblå kulör som går väl ihop med bakomliggande berg. 
Det södra huset har två våningar och garage i källarplan. Det norra huset har fyra våningar med en förskola i bottenvåningen. Ingångarna nås via loftgångar från gårdssidan respektive bergssidan. På innergården anordnades förskolans lekplats. Balkongerna utfördes indragna. Lägenhetsstorlekarna är allt mellan ett rum och kök och fem rum och kök. Några lägenheter sträcker sig med en intern trappa över två våningar. Yttertaken är planterade med gräs.

## Nominering till Årets Stockholmsbyggnad
I april 2021 nominerades Bergsvåg tillsammans med nio andra kandidater till Årets Stockholmsbyggnad 2021. Juryns motivering lyder:
| ” | Ny självsäker arkitektur men ändå lågmäld, i harmoniskt samspel med både intilliggande bebyggelse och topografin. Kopplar effektivt samman stadsdelarna Hjorthagen och Norra Djurgårdsstaden. | „ |

## Bilder

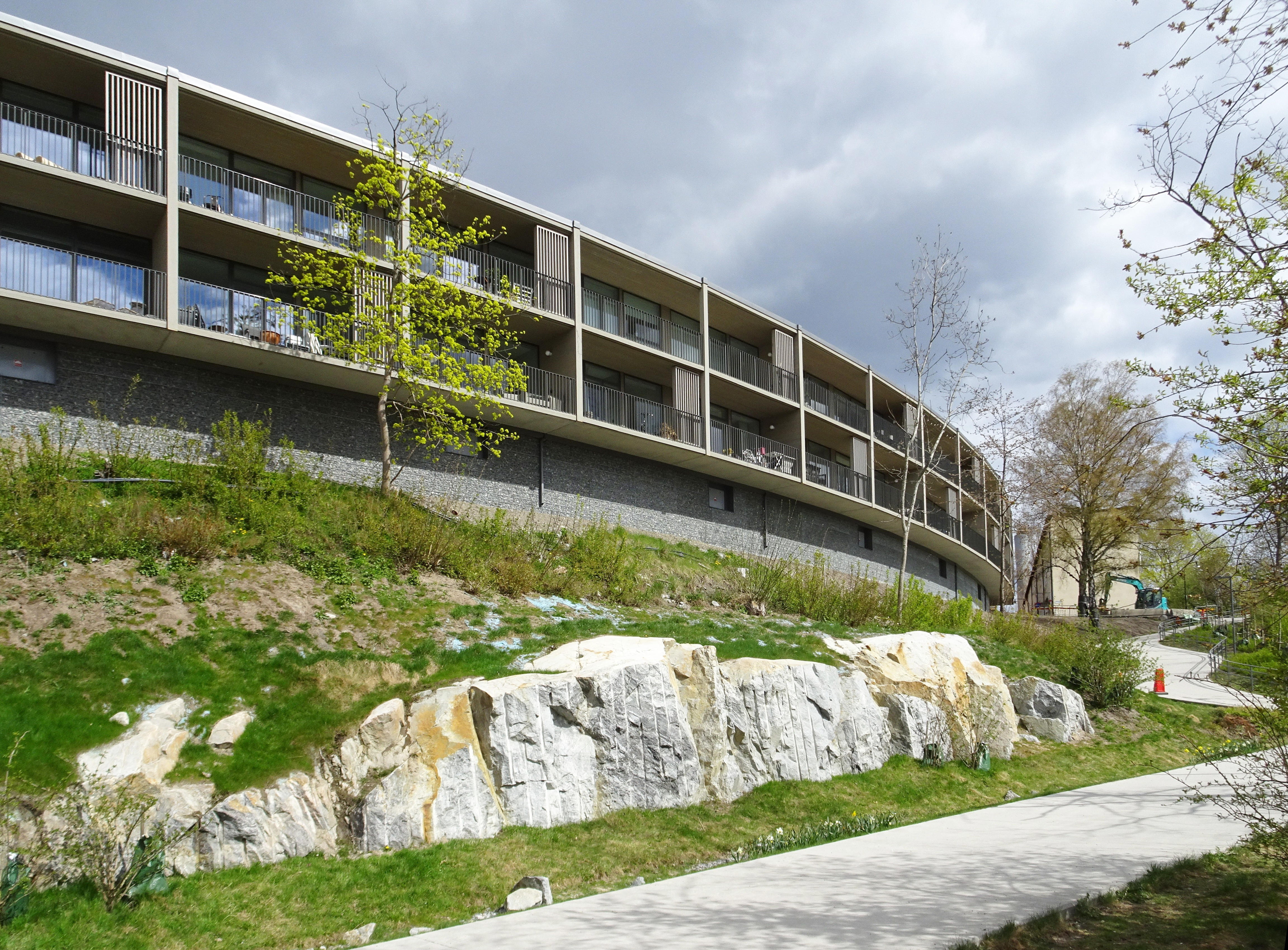
Södra längan.
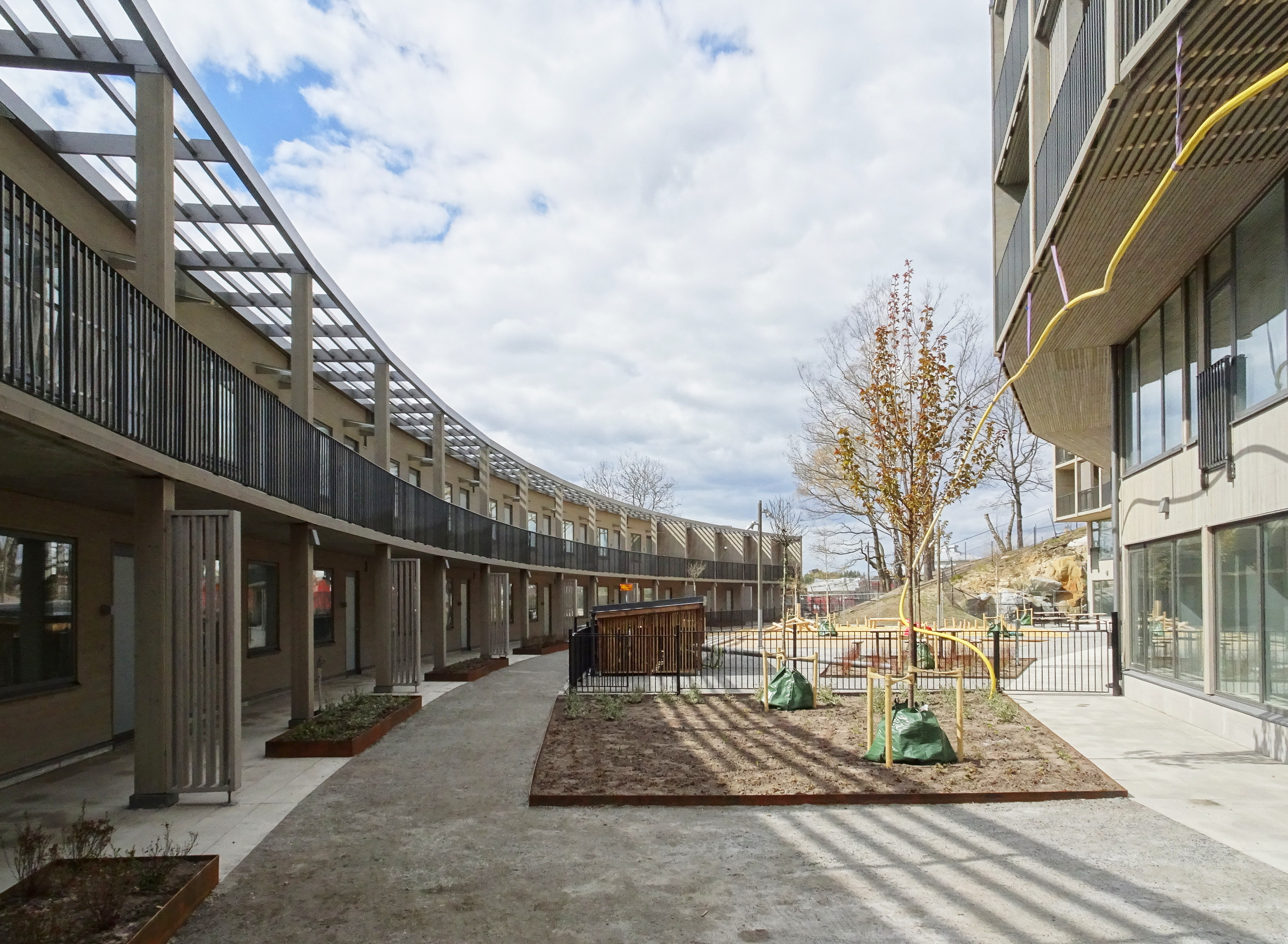
Innergården.
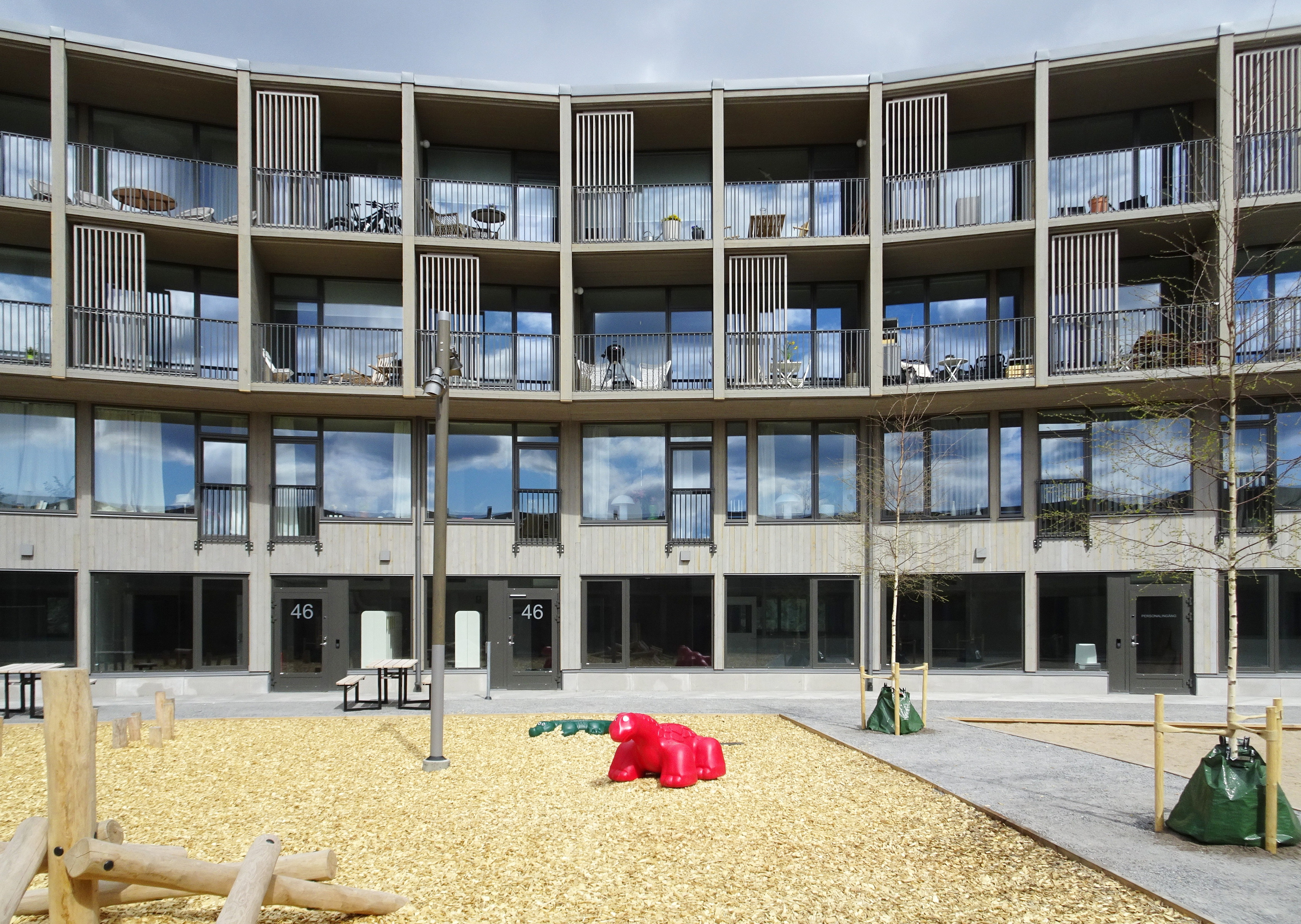
Förskolan och bostäder.
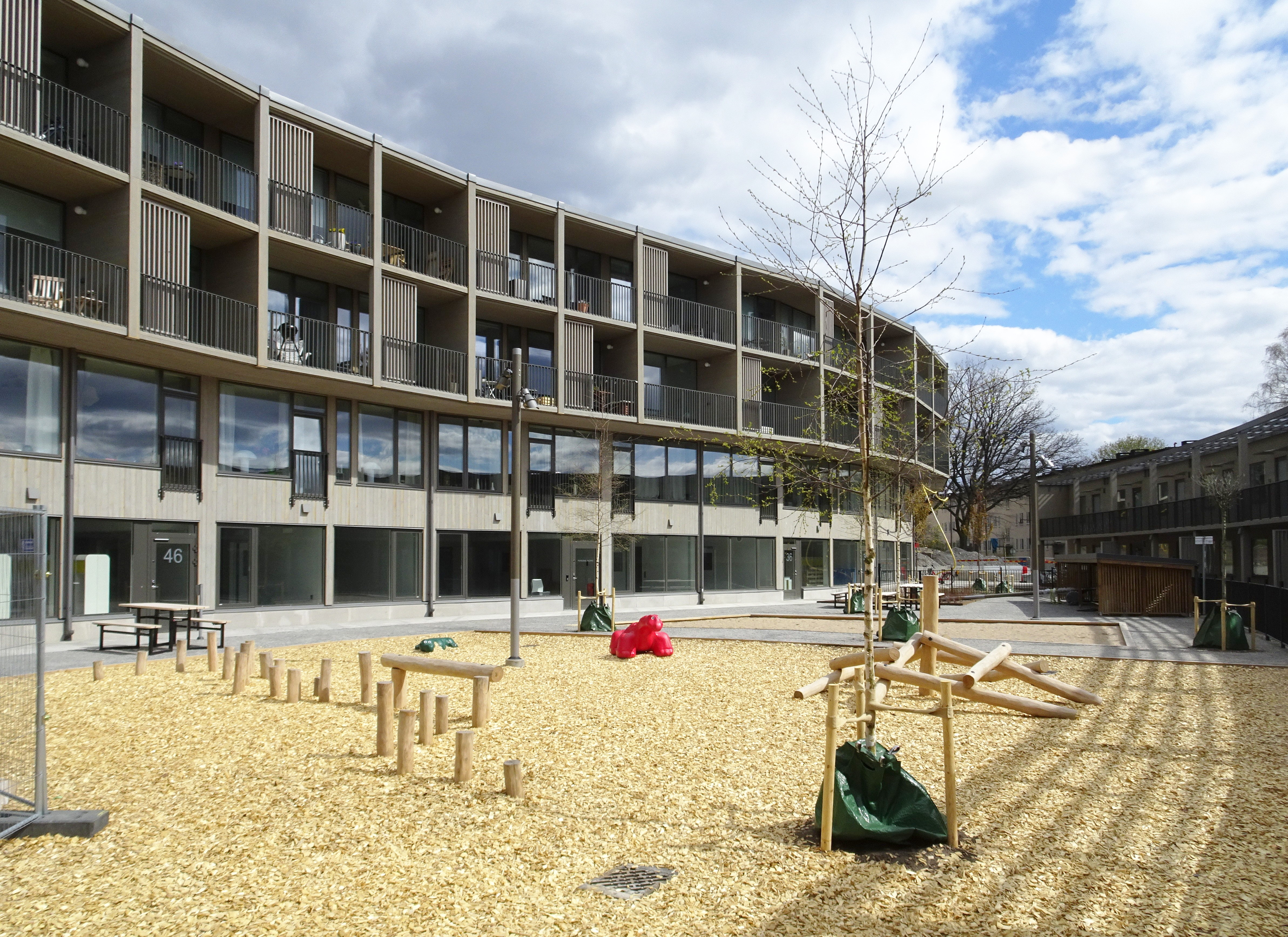
Norra längan.
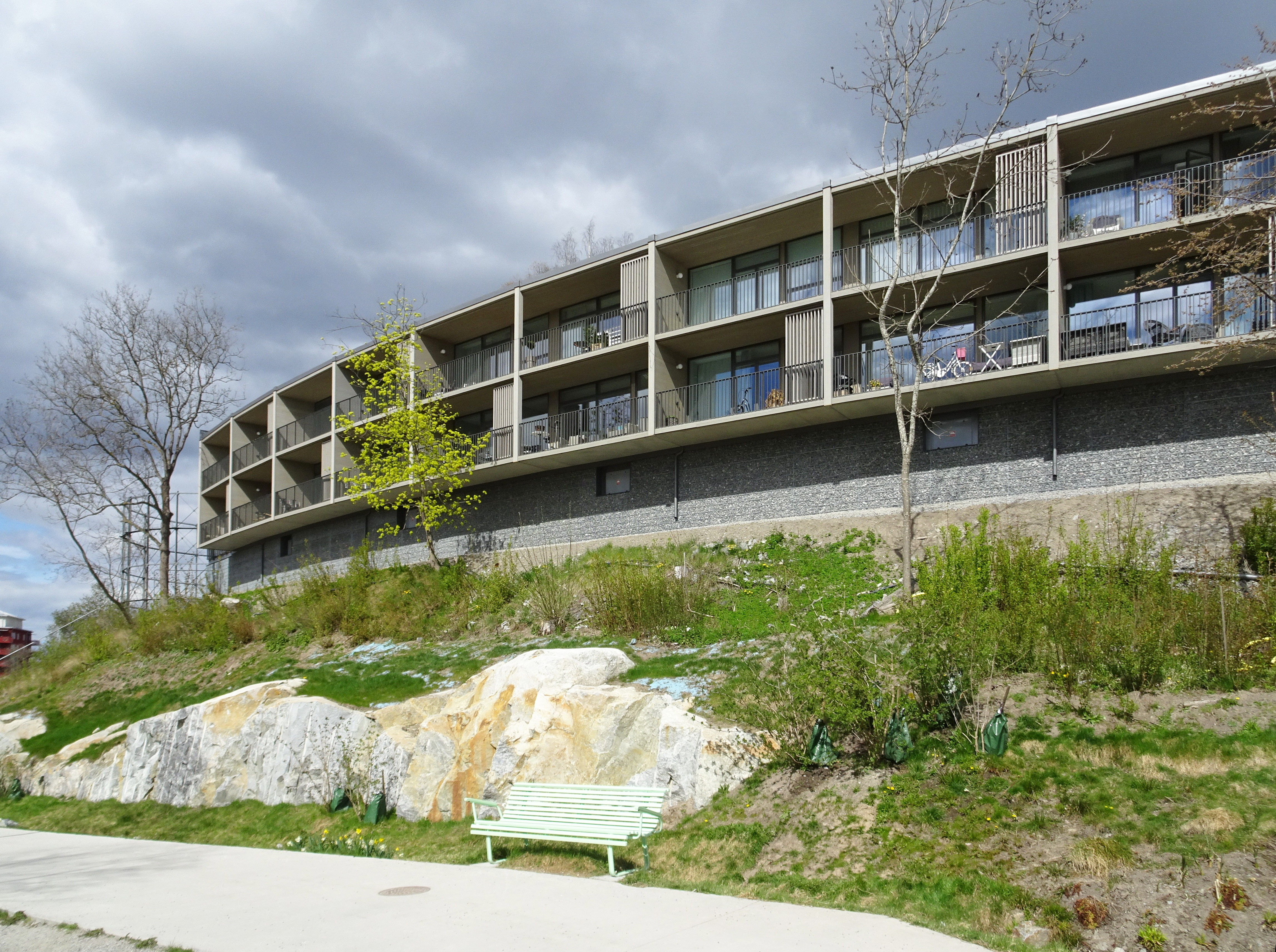
Södra längan.